# Oluf Bruun
Oluf Bruun (6. april 1711 i Dragstrup – 30. december 1767 i København) var en dansk byfoged og godsejer.

## Ustandsmæssigt ægteskab
Han var søn af præsten Peder Jacobsen Brunov (1677-1712) og Anna Olesdatter Hosum (død 1712) i Dragstrup på Mors. 1733 blev han huslærer hos kornet, senere ritmester Frederik von der Maases enke, Conradine Sophie født Rostgaard, på Tybjerggård. Hun var datter af gehejmearkivar, senere oversekretær Frederik Rostgaard (1671-1745) og Conradine Revenfeld (1687-1770), var født 20. maj 1704 på Farumgård og havde været gift 1. gang (7. august 1720 på Krogerup) med Frederik von der Maase (1696-1728).
Det vakte stor bevægelse i familien, da det erfaredes, at Bruun og fru von der Maase 2. marts 1736 havde holdt bryllup, hendes forældre gjorde hende arveløs, hun fik frataget retten til sig adelige navn, og hendes fire børn af første ægteskab blev ligeledes taget fra hende. Det hjalp ikke, at Bruun før brylluppet havde fået sin titel af studiosus ombyttet med kancelliassessor. Hun havde til Kancelliet opgivet sit navn som "Conradine Sophie Friederichsdatter" og havde derfor fået bevilling til ægteskab, før hendes forældre kunne nå at forhindre det. Hun var en meget begavet kvinde, usædvanlig belæst og sprogkyndig og kunne bl.a. hebraisk. Som sin fader skrev hun digte og deltog med hæder 1739 i en digtekonkurrence udskrevet af Ludvig Holberg.

## Godsejer og byfoged
1736 købte Oluf Bruun Gerdrup hovedgård på Sjælland. Da han solgte gården 1750, flyttede han til en gård, han ejede ved Vordingborg. 1753 blev han birkedommer for Hammer, Bårse og Jungshoved Birker, justitsråd 1761 og byfoged i København 1763, i hvilken stilling han døde 30. december 1767. Efter sin første hustrus død (23. februar 1758 på Gerdrup) ægtede han Margrethe Frederikke von Storm, datter af generalløjtnant Ulrik Frederik Storm og Hedevig von Werenskiold.
Bruun var en dygtig mand, der i sin ungdom var vel anset for sine gode kundskaber og senere som
landmand og embedsmand. Han fik oprettet skoler i Sønderup og Eggeslevmagle og sørgede for udsmykning af Boeslunde Kirke. Blandt hans nære venner var Frederik Rostgaards bibliotekar, den senere gehejmearkivar Jacob Langebek. Hans interesse for stavnsbåndets løsning bevirkede, at han to måneder før sin død blev medlem af den første kommission til landvæsenets fremme, som havde ikke-adelige medlemmer. Bruun døde imidlertid efter et fald på en trappe, før han nåede at påbegynde arbejdet.

## Efterkommere
I sit første ægteskab fik han fire børn. Datteren Marianne blev gift med konsul Andreas Æreboe, den ældste søn Frederik Conrad, født 1736, omkom som kadet fem dage før sin 17-års fødselsdag på fregatten Falster, der eksploderede ved Marokkos kyst 1753; den yngste, Adolph Christian, blev fader til Malthe Conrad Bruun. Hans børn af første ægteskab har efterladt en talrig efterslægt.
Han er begravet i Helligåndskirken.